# Polka (Vápenná)

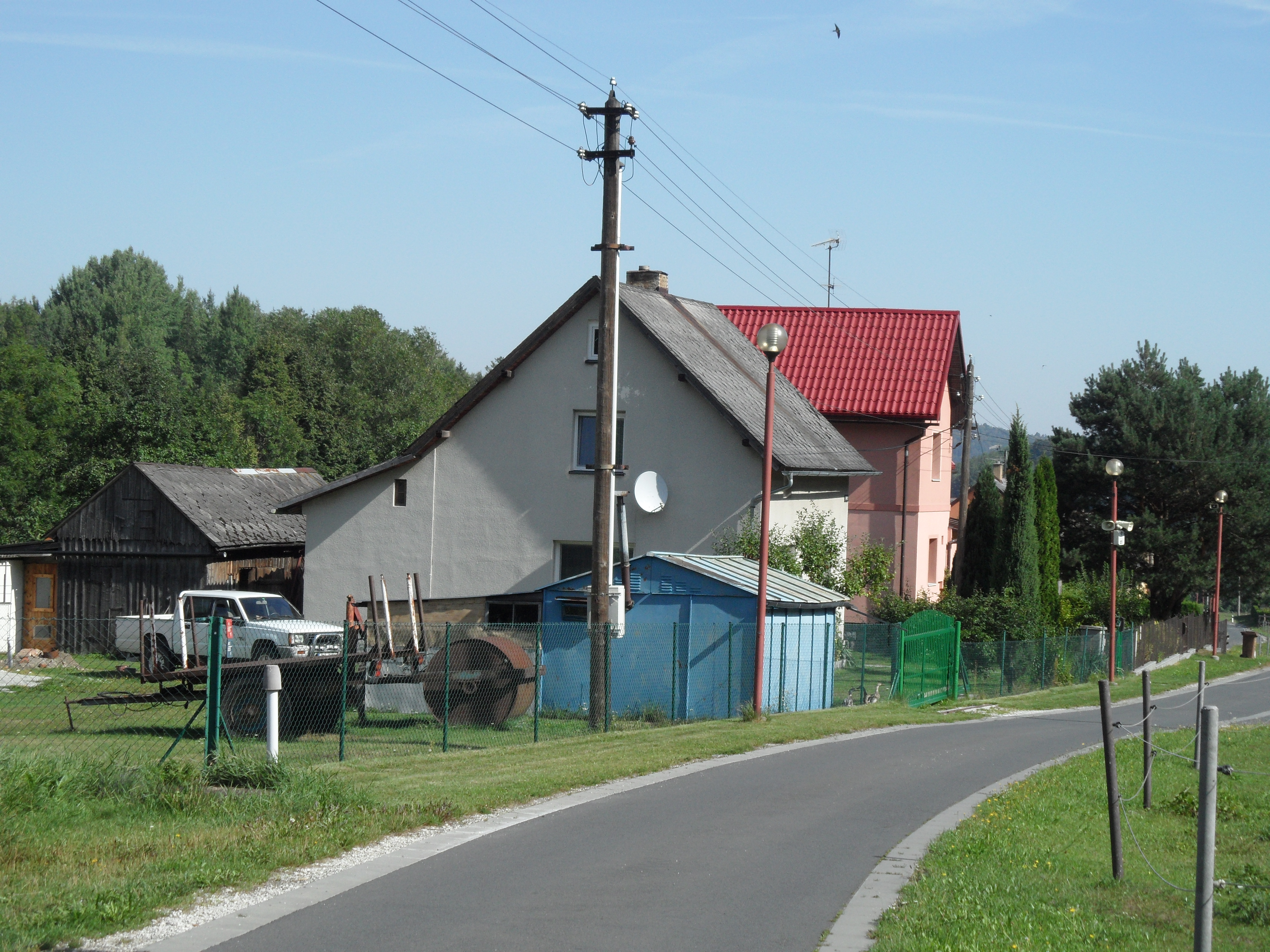
Dorfstraße

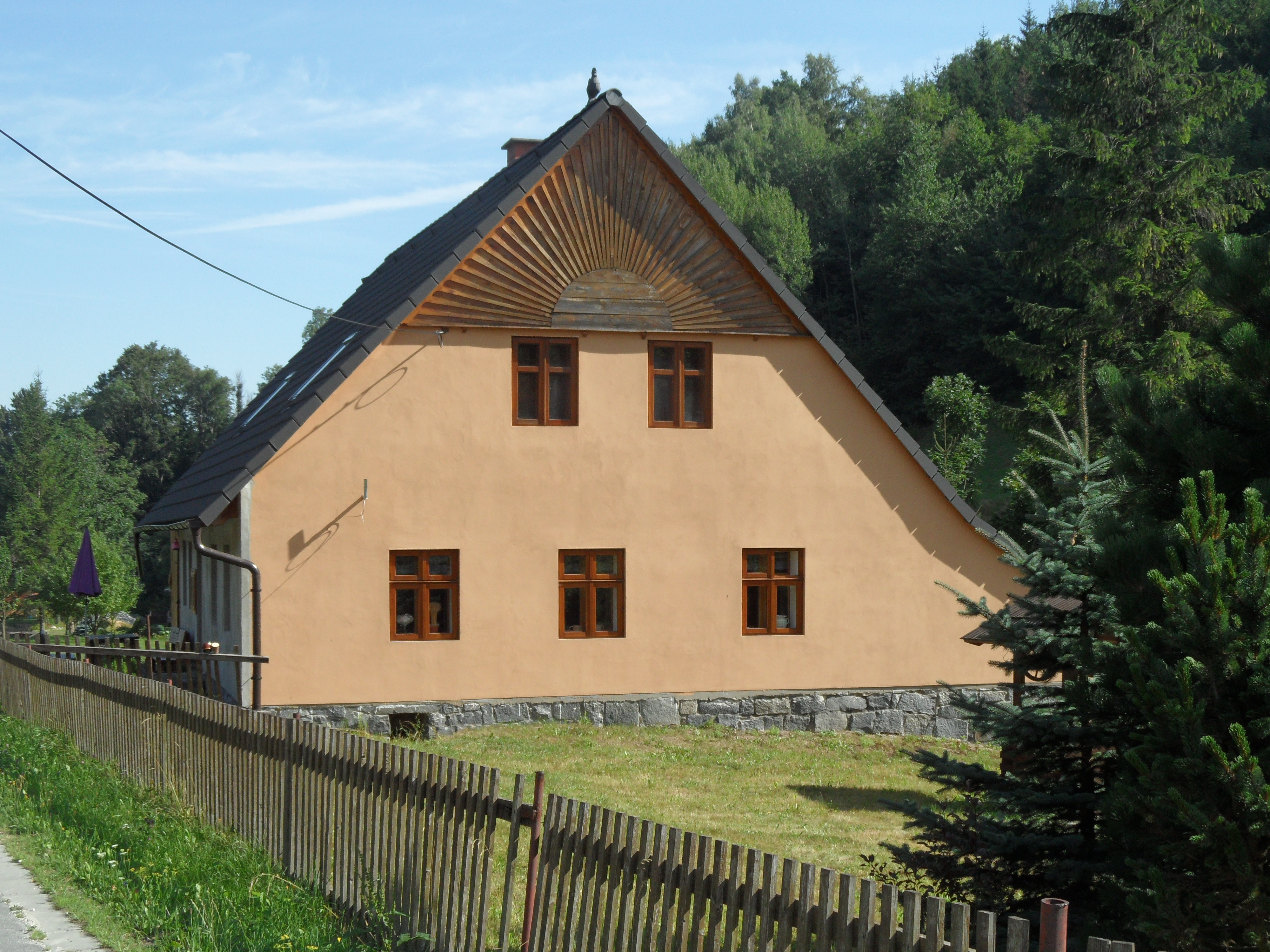
Haus mit Ziergiebel

Polka (deutsch Polke) ist ein Ortsteil der Gemeinde Vápenná in Tschechien. Er liegt neun Kilometer nordwestlich von Jeseník und gehört zum Okres Jeseník.

## Geographie
Polka erstreckt sich im Reichensteiner Gebirge (Rychlebské hory) im unteren Tal des Ztracený potok. Östlich erhebt sich der Na Vyhlídce (Kalkberg, 569 m n.m.), im Südosten die Hlídka (Hohe Furth, 629 m n.m.), südlich der Dlouhý hřbet (Ziegenrücken), im Südwesten die Lví hora (Löwenkoppe, 1040 m n.m.), der Studený (Zunderhorn, 1042 m n.m.), der Vysoký hřbet (Hundsrücken, 962 m n.m.) und der Kopřivník (Nesselberg, 925 m n.m.) sowie westlich der Černý kopec (Schwarzberg, 750 m n.m.). Gegen Norden befinden sich ehemalige Kalkbrüche mit den unzugänglichen Karsthöhlen Velký dóm und Roušarova jeskyně.
Nachbarorte sind Vápenná im Norden und Osten, Bažiny (Weidensümpfen) und Lesní Čvrť (Bogengrund) im Südosten, Horní Lipová (Ober Lindewiese) im Süden, Petříkov, Velké Vrbno (Großwürben) und Paprsek im Südwesten, Bielice im Westen sowie Kamenné, Kamenná, Na Samotě und Nýznerov im Nordwesten.

## Geschichte
Die Kolonie Polke wurde 1775 durch das Friedeberger Amt der fürstbischöflichen Johannisberger Güter in den herrschaftlichen Wäldern gegründet. Die Siedler waren Holzfäller und Hirten. Konskribiert war die Polke von Anfang an nach Setzdorf, sie gehörte aber zu keiner Zeit zur ritterlichen Setzdorfer Scholtisei.
Im Jahre 1836 bestand die Kolonie Polke aus 36 überwiegend hölzernen Häusern, in denen 281 deutschsprachige Personen lebten. Pfarr- und Schulort war Setzdorf. Bis zur Mitte des 19. Jahrhunderts blieb Polke dem Bistum Breslau untertänig.
Nach der Aufhebung der Patrimonialherrschaften bildete Polke ab 1849 einen Ortsteil der Gemeinde Setzdorf im Gerichtsbezirk Weidenau. Ab 1869 gehörte das Dorf zum Bezirk Freiwaldau. Zu dieser Zeit bestand der Ort aus 36 Häusern und hatte 226 Einwohner. Der tschechische Ortsname Polka wurde zum Ende des 19. Jahrhunderts eingeführt. Im Jahre 1900 lebten in Polke wiederum 226 Personen, 1910 waren es 202. Beim Zensus von 1921 lebten in den 37 Häusern des Dorfes 202 Personen, darunter 201 Deutsche. Im Jahre 1930 hatte Polke 209 Einwohner und bestand aus 37 Häusern. Nach dem Münchner Abkommen wurde das Dorf 1938 dem Deutschen Reich zugesprochen und gehörte bis 1945 zum Landkreis Freiwaldau. Nach dem Ende des Zweiten Weltkrieges 1945 kam Polka zur Tschechoslowakei zurück; die meisten der deutschsprachigen Bewohner wurden 1945/46 vertrieben. Die Wiederbesiedlung gelang nur in geringem Umfang. 1950 lebten in Polka nur noch 45 Personen in 26 Häusern. Bei der Gebietsreform von 1960 wurde der Okres Jeseník aufgehoben und der Ort in den Okres Šumperk eingegliedert. Seit Anfang 1996 ist das Dorf wieder Teil des Okres Jeseník. Beim Zensus von 2001 lebten in 16 Häusern von Polka 49 Personen. 

## Ortsgliederung
Der Ortsteil Polka ist Teil des Katastralbezirkes Vápenná.

## Sehenswürdigkeiten
- Karsthöhlen Velký dóm und Roušarova jeskyně. Sie sind nicht öffentlich zugänglich.
- Ztracený vodopád; Wasserfall in einem kleinen Seitental des Ztracený potok